# Four Green Steps
Four Green Steps es una organización de Internet centrada en la promoción de termas del medioambiente basada en Montreal, Quebec. La organización fue fundada en el año 2008 por Jaye y Bill Yarrow. Jaye Yarrow, una licenciada de la programa de cine y animación en la Universidad Concordia, es la presidente. Como el nombre implica, la organización conlleva cuatro secciones: El Programa para Escuelas (School Program), la Comunidad (Community), el Mercado (Marketplace) y el Zona Informativa (InfoZone).

## Los productos y los servicios ofrecidos

### El Programa para Escuelas
El Programa para Escuelas ofrece un currículo universal para las escuelas primarias y secundarias, además de actividades y proyectos sobre el medioambiente para estudiantes de todas las edades. Existen también competiciones entre las escuelas como una feria científica de temas medioambientales, por ejemplo. El trabajo producido en estos proyectos es muy variado, en el cual se usan obras de arte o periódicos ecológicos para representar las problemas del medio ambiente.

### La Comunidad
La Comunidad está constituida de blogs, videos,  eventos y de recetas relacionadas al medioambiente, con la opción para que el público pueda dejar sus comentarios e ideas.  

### El mercado
El objetivo principal del mercado es de ofrecer la oportunidad al público de comprar opciones durables, orgánicas/biológicas, y respectuosas del medio ambiente, a todo tipo productos, como una solución alternativa a los productos en el mercado convencional. Los artículos disponibles en el sitio web comprenden, entre otros, vestidos, la comida biológica, muebles y equipos para el tratamiento del agua. Los precios de los productos varían entre 2$ por una jabonera hecha de madera y 6495$ por un red especializada de agua.

### La zona-informativa
La Zona-Informativa proporciona artículos sobre temas medioambientales , incluyendo la ciencia y la tecnología, el comercio y las noticias internacionales. Esta zona es actualizada varias veces al día.

## Popularidad
Los productos y los servicios que incluyen ideales ecológicos y sociales, y que ejercen comercio justo, están llegando a ser más populares y más esenciales en todas partes del mundo. En el Reino Unido, por ejemplo, 12 $ mil millones en productos fueron vendidos en 2008.
El 10 Augusto 2010, había escuelas registradas al Programa para Escuelas en 72 países. El ministerio de Educación en Nueva Zelanda reconoce el programa para escuelas.
Four Green Steps colabora con estudiantes de diferentes universidades, como la Universidad McGill y la Universidad de Concordia, sobre iniciativas medioambientales e investigaciones.  La organización es reconocida por ECO (Organización de carreras medioambientales) Canadá como una organización medioambiental.